# アンブラキア

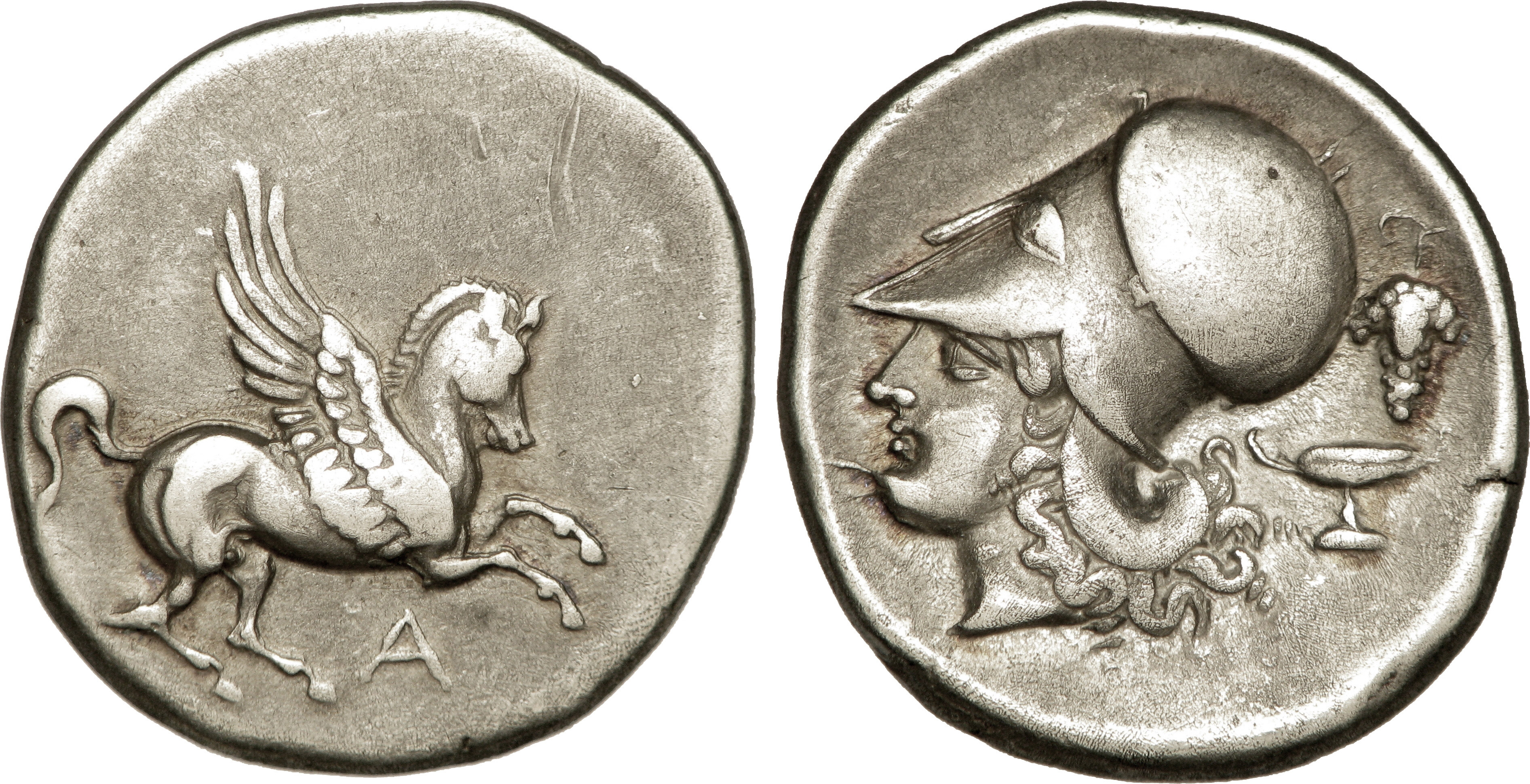
アンブラキアの前340年頃の貨幣。

アンブラキア（古希: Ἀμβρακία, Ambrakia）は、古代ギリシアのエペイロス地方の都市である。アムブラキアとも表記される。現在のアルタにあたる。コリントスによるドーリス系植民都市であり、アンブラキア湾の北岸から約11km、アラクトス川が大きく曲がったところにある、樹木が生い茂る肥沃な平原の中央に位置している。

## 歴史
ストラボンによると、アンブラキアはコリントスの僭主キュプセロスとその息子ゴルゴス（Gorgos）によって、アナクトリオンとともに紀元前650年から625年の間に建設された。当時の経済は農業、漁業、造船用の木材、エペイロス地方の農産物の輸出に基づいていた。ゴルゴスの息子ペリアンドロス（Perianderos）の追放後、アンブラキアの政治体制は強力な民主主義国家に発展した。初期のアンブラキアはコリントスのエペイロス貿易における集散地として機能したと思われる。その政策はコリントスへの忠誠と、同じくコリントスの植民都市でありながら母市に対して反抗的だったコルキュラ（現代のコルフ）への嫌悪感、そしてアンピロキア人およびアカルナニア人との国境をめぐる多くの紛争によって決定された。したがって、ペルシア戦争の際にはレウカスとともに遠方からサラミスの海戦に参戦し、プラタイアの戦いでは500の兵力を送った。コリントスとコルキュラが戦った前433年のシュボタの海戦ではコリントス側で参戦し、前432年にアンピロキア・アルゴスを占拠、そして前426年のイドメネの戦いでアテナイに壊滅的な敗北を喫するまで、ペロポネソス戦争で重要な役割を果たした。
前4世紀のアンブラキアは伝統的な政策を継続していたが、前338年にマケドニア王ピリッポス2世によって都市を攻囲された。コリントスとアテナイの援助で、アンブラキアはピリッポス2世による完全な支配を免れたが、マケドニアの守備隊の受け入れを余儀なくされた。その後、宗主国マケドニアの下で43年間の半自治が認められた後、前294年にカッサンドロスの息子によってエペイロス王ピュロスに与えられた。するとピュロスはアンブラキアを首都とし、宮殿、神殿、劇場といった記念碑的建築物を建設してその美しさを際立てさせた。前220年から前205年にかけてのマケドニア王ピリッポス5世とアイトリア同盟の戦いで、アンブラキアは一方の同盟から他の同盟に移り、最終的に後者の同盟に加わった。アンブラキアが執政官マルクス・フルウィウス・ノビリオルの攻撃を受けたのは前189年である。アンブラキアはローマ人の坑道戦に対して、有毒ガスの使用を含む頑強な籠城戦に耐えたが、最終的にマルクス・フルウィウス・ノビリオルに占領・略奪され、多くの美術品がローマに持ち去られた。
その後、アンブラキアはローマによって「自由都市」と宣言され、徐々に重要性を失って行き、アウグストゥスのニコポリスの建設によって都市は荒廃した。それから約1100年後の東ローマ帝国時代にアンブラキアはアルタの名前で呼ばれるようになり、1204年のコンスタンティノープル陥落によってエピロス専制侯国の首都となった。アルタの市街地近くの大きく見栄えの良い石材を用いたいくつかの断片的な壁は、アンブラキアの初期の繁栄を示している。

## 神話
ギリシア神話によるとアンブラキアの名前の由来はいくつかの説があり、アポロンの子メラネウスの子アムブラキアス、あるいはヘリオスの息子ポルバスの娘アムブラキアと言われる。いくつかの文献は神々がアンブラキアをめぐって争ったことを伝えている。アントニヌス・リベラリスによると、アポロン、アルテミス、ヘラクレスがアンブラキアをめぐって争い、ドリュオペス地方に住むクラガレウスに判定してもらった結果、ヘラクレスが勝利した。

## 人物

### 芸術家
- アンブラキアのエピゴノス（英語版） - 前6世紀頃の音楽家。
- アンブラキアのニコクレス（Nicocles of Ambracia）- 笛の演奏家。
- アンブラキアのヒッパソス（Hippasus of Ambracia） - ギリシア悲劇の俳優。

### スポーツ選手
- アンブラキアのソプロン（Sophron of Ambracia） - 前432年のオリュンピア競技祭のスタディオン走者。
- アンブラキアのトラシマコス（Tlasimachus of Ambracia） - 前296年のオリュンピア競技祭の戦車競走の競技者。
- アンブラキアのアンドロマコス（Andromachus of Ambracia） - 前60年のオリュンピア競技祭のスタディオン走者。

### その他
- アンブラキアのシラノス（英語版） - 小キュロスに同行した占者。
- アンブラキアのクレオンブロトス - 哲学者。

## ギャラリー

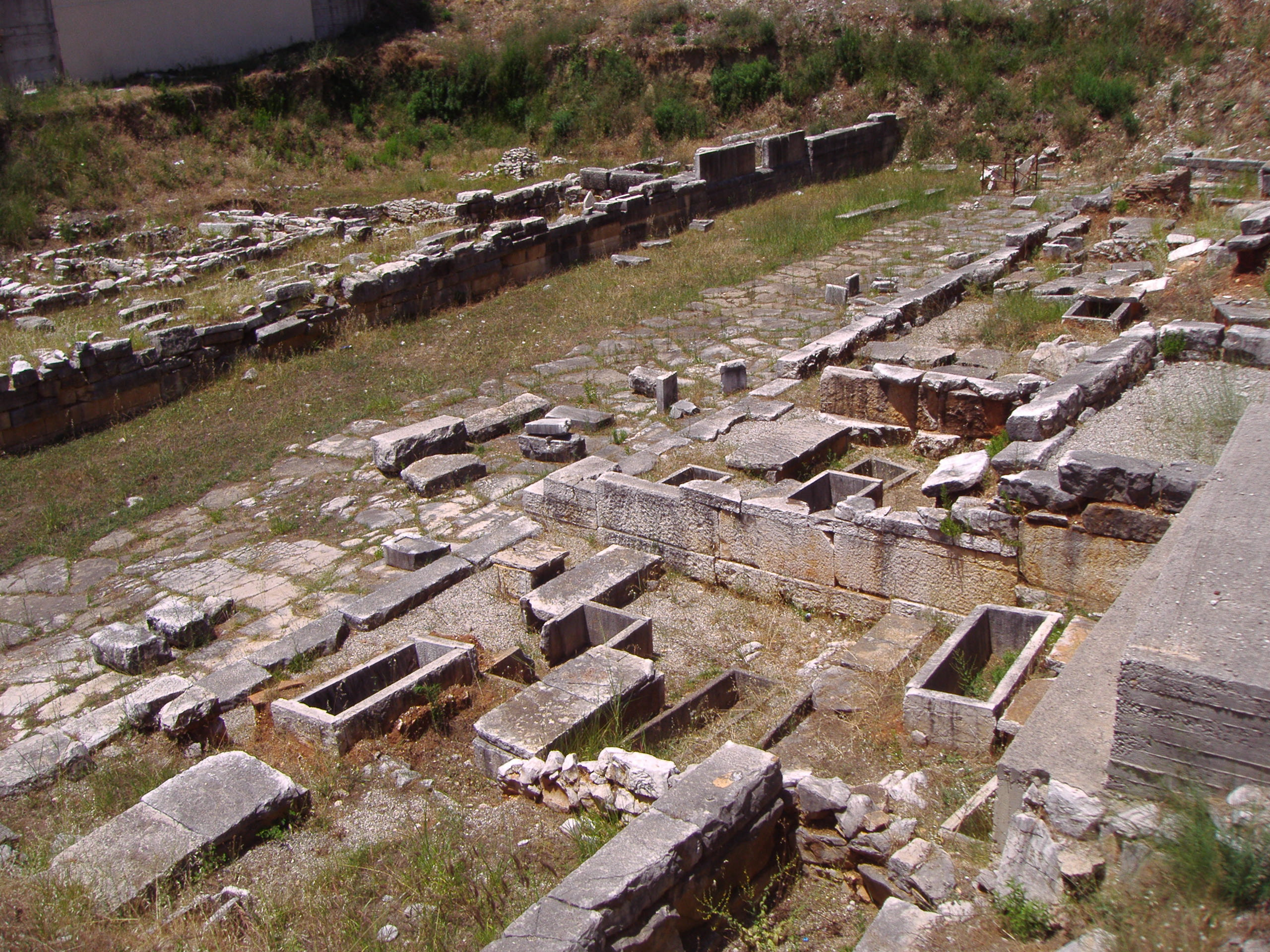
古代アンブラキアの遺跡。
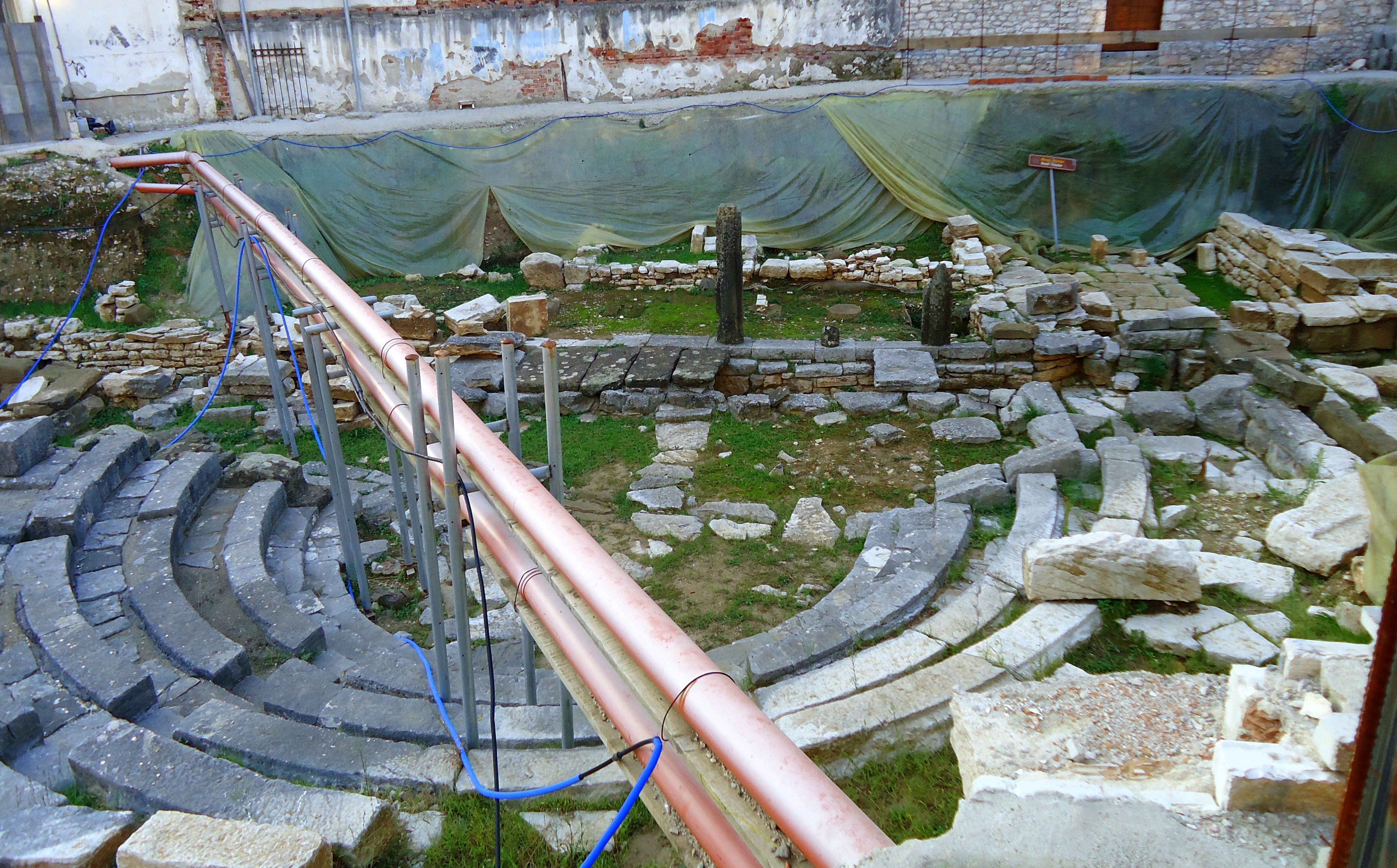
小劇場跡。現存する劇場の中で最も小さい[13]。
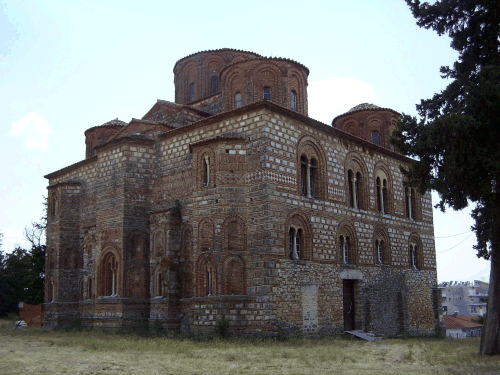
アルタ考古学博物館（英語版）。アンブラキアからの出土品が多数収蔵されている[14]。